# Lisinopril
Lisinopril is een bloeddrukverlagend middel dat sinds 1988 internationaal op de markt is. Het is op doktersrecept verkrijgbaar onder de merknamen Lisodur, Lopril, Novatec, Prinivil en Zestril en het merkloze Lisinopril. Het is verkrijgbaar in tabletvorm.
Lisinopril wordt ook gebruikt in combinatie met een andere werkzame stof onder de merknamen Novazyd en Zestoretic en als het merkloze Lisinopril/Hydrochloorthiazide.

## Werking
Lisinopril behoort tot de ACE ('angiotensine-converterend enzym')-remmers. Het verlaagt de bloeddruk en verbetert de pompkracht van het hart. Artsen schrijven het voor bij hoge bloeddruk, hartfalen, hartinfarct en nierziekten.

## Nevenwerkingen
Behalve het gewenste effect kan dit middel nevenwerkingen geven. Dit is het geval bij ongeveer tien procent van de mensen. De belangrijkste nevenwerkingen zijn hoest, duizeligheid en overgevoeligheid.
Er zijn gevallen bekend waar dit middel in verband wordt gebracht met de aandoening polyneuropathie.

## Wisselwerkingen
- Plastabletten
- Lithium, een middel tegen bipolaire stoornis
- NSAID's
- Andere hart-vaatmiddelen
- Kaliumzout en de kaliumsparende plasmiddelen spironolacton en triamtereen